# 罗克利奇
罗克利奇（英語：Rockledge），是美国佛罗里达州布里瓦德縣下属的一座城市。建立于1887年。面积约为31.5平方公里（约合12.2平方英里）。根据2010年美国人口普查，该市有人口24,926人。论人口在本州排行第89。